# Jorge Alberto Rojas
Jorge Alberto Rojas Méndez (Mérida, Estado Mérida, Venezuela, 1 de octubre de 1977) es un exfutbolista venezolano que jugaba como defensa o centrocampista y su último equipo fue el Yaracuy Fútbol Club de la Segunda División de Venezuela. 

## Trayectoria

### Emelec
Debutó en la Copa Libertadores el 18 de febrero de 2003 contra el Club Libertad disputando los 90 minutos con resultado de 2-2.
Con el Emelec disputó la Copa Libertadores 2003 jugando los 6 partidos todos de titular disputando 540 minutos. La hinchada de Emelec lo recuerda, anotó un gol en un Clásico del Astillero.

### Caracas FC
Marcó su primer gol en una Copa Libertadores el 24-2-2004 contra la U. de Concepción marcando el gol en el minuto 50' disputando los 90 minutos y con resultado de 3-2 a favor.
En la Copa Libertadores 2004 disputó 5 partidos, los 5 de titular, marcando 1 gol y jugando 450 minutos.

### Atlético Nacional
El 26 de agosto de 2004 Jorge Rojas, recibió un drástico castigo de la Comisión Disciplinaria de la Dimayor, el futbolista fue suspendido por seis fechas por conducta violenta contra el árbitro después de que le sacara tarjeta roja y será baja para los partidos del 29 de agosto, junto con las del 8, 12, 15 y 19 de septiembre.
En la Liga Colombiana 2004-II disputó 18 partidos 16 de titular sin marcar gol, quedando subcampeones.
En la Liga Colombiana 2005-I disputó 13 partidos los 13 de titular sin marcar gol, quedando Campeones.
Aquí compartió camerino con David Ospina y Juan Camilo Zúñiga.

### Caracas FC
El 12 de julio de 2005 Rojas llegó a un acuerdo con la directiva del Caracas FC para defender los colores de la institución a partir del próximo torneo Apertura.
Luego de su pasantía por el fútbol colombiano con Atlético Nacional (equipo con el que salió campeón este año), Rojas vuelve al conjunto capitalino con la misión de aportar experiencia y profundidad a la plantilla: “Contento de regresar a la organización a la cual pertenezco, mentalizado en ayudar al equipo a obtener el título local y a realizar un buen papel en la libertadores”.
En la Copa Libertadores 2006 disputó 6 partidos 5 de titular marcando 2 goles jugando 454 minutos.

### Atlético Nacional
Marcó su primer gol con el Atlético Nacional en la primera jornada el 15 de julio de 2006 contra el Cúcuta Deportivo marcando el gol en el minuto 18º y jugando los 90 minutos.
En la Liga Colombiana 2006-II disputó 21 partidos los 21 de titular marcando 3 goles y jugando 1692 minutos, quedando en quinto lugar en la tabla pasando a la fase de grupos quedando de segundos sin poder llegar a la final.

### Caracas FC
En la Copa Libertadores 2007 disputó 7 partidos los 7 de titular jugando 611 minutos, llegando hasta los octavos de final.

### América de Cali
Al terminar el Torneo Clausura de la Liga Venezolana 2007 el 4 de junio de 2007 fichó por el América de Cali por un año su debut con el América fue el 22-7-07 en la primera jornada de la Liga Colombiana disputando los 90 minutos contra el Boyacá Chicó perdiendo 2-1.
Su primer gol con el América de Cali lo marcó en el 3.er partido el 4-8-07 disputado contra el Santa Fe con victoria de 3-2 marcando su gol al minuto 7º del primer tiempo y asistiendo a otro gol.
En la Liga Colombiana 2007 con el América de Cali disputó 22 partidos 19 de titular marcando 4 goles 3 de penal provocando un Autogol y jugando 1579 minutos, quedando terceros en la tabla y pasando a la fase de grupos quedando de segundos sin poder pasar a la fase final.

### Maracaibo
El 27-12-2007 logró un acuerdo con el Unión Atlético Maracaibo por un año (diciembre de 2008 hasta el 2009) y la cifra de su contrato estaría por encima de los 30 millones de bolívares mensuales. Aunque Rojas tenía contrato con los 'Diablos Rojos' hasta junio de 2008, también es cierto que en el mismo hay una cláusula en la que si tiene una oferta del fútbol del exterior puede marcharse devolviendo el dinero del préstamo que tenía hasta mediado del próximo año. Los zulianos pagarán 150 mil dólares a América de Cali por traerse a Rojas a jugar en Venezuela.
El 20-1-2008 debutó con UA Maracaibo en la primera jornada contra el Deportivo Anzoátegui con victoria de 1-0 disputando los 90 minutos.
Su primer gol con el Maracaibo fue el 8-2-2008 contra el Caracas Fútbol Club marcándolo en el minuto 83' disputando los 90 minutos con resultado de derrota de 2-1.
El 6-3-2008 debuta en la Copa Venezuela de Fútbol contra el Vigía FC disputando los 90 minutos con resultado de 1-1.
Su primer gol en la Copa Venezuela de Fútbol fue el 2-4-2008 contra el Aragua Fútbol Club jugando todo el encuentro y marcando el gol en el minuto 92' dándole el empate al Maracaibo en el primer partido de la final, disputó el segundo partido de la final empatando 0-0 y quedando subcampeones por diferencia de goles en casa.
En la Liga Venezolana 2007/08 disputó 12 partidos 8 de titular marcando 2 goles jugando 856 minutos y recibiendo 1 tarjeta roja, en la Copa Libertadores 2008 disputó 5 partidos 4 de titular jugando 352 minutos y en la Copa Venezuela 207 disputó 4 partidos los 4 de titular jugando 360 minutos y marcando 1 gol.

### Red Bull NY
El 30 de junio de 2008 fue presentado por su nuevo equipo Red Bull New York.
El 19 de julio de 2008 debutó con el Red Bull en la MLS contra Los Ángeles Galaxy con resultado de 2-2, disputando los 90 minutos y dando 2 asistencias de gol.

### Deportivo Táchira
En julio de 2010 "el zurdo" ficha por el Deportivo Táchira, volviendo así a Venezuela, lo que provocò un gran resentimiento por parte de los seguidores del Caracas FC, ya que el Táchira es el rival a muerte del Caracas en el fútbol venezolano. Ganó el torneo Apertura 2010

### Mineros de Guayana
El 27 de diciembre de 2010 se oficializa su fichaje por el conjunto de Guayana, ganó la copa de Venezuela con el conjunto negriazul derrotando en ida y vuelta al trujillanos de Primera División Nacional.

### Deportivo Táchira (2015)
En enero de 2015 el Zurdo regresa al Táchira siendo parte fundamental del equipo en la temporada anotando goles como el de 40 metros en La Fase Previa de la Libertadores ante Cerro Porteño y el de penal ante Trujillanos FC que le dio posteriormente la Octava Estrella al conjunto amarillo y negro. En agosto de 2015 renovó con el Deportivo Táchira hasta diciembre de 2016.

## Selección nacional
- Debutó en la Selección de fútbol de Venezuela en un partido amistoso disputado contra Dinamarca el 27 de enero de 1999 disputado en el estadio José Encarnación "Pachencho" Romero de Maracaibo con resultado de 1-1.

- Su primer gol con la Selección de fútbol de Venezuela fue contra España el 18 de agosto de 2004 disputado en el Estadio de Gran Canaria de Las Palmas con resultado de 3-2 a favor de España, disputando los 90 minutos y marcando el gol en el minuto 45'.
- Debutó en una Copa América contra Brasil el 30 de junio de 1999 disputado en el Estadio Antonio Oddone Sarubbi de Ciudad del Este con derrota de 0-7, disputando los 90 minutos.

- Debutó en una Eliminatoria al Mundial contra Ecuador el 29 de marzo de 2000 disputado en el Estadio de Liga Deportiva Universitaria de Quito con resultado de 2-0 a favor de Ecuador, disputando 55 minutos.

- Lleva 3 goles con la Vinotinto anotado en Amistosos contra España y Haití.

### Rojas en la Vinotinto
| Detalle                  | Juegos | Goles |
| ------------------------ | ------ | ----- |
| Copa América             | 6      | 0     |
| Eliminatorias al Mundial | 29     | 0     |
| Amistosos                | 49     | 2     |
| Total                    | 84     | 2     |

Último Partido: Venezuela - Chile (19 Jun 2008)

### Participaciones en Copa América
| Copa América      | Sede      | Resultado    | PJ | Goles |
| ----------------- | --------- | ------------ | -- | ----- |
| Copa América 1999 | Paraguay  | Primera fase | 1  | 0     |
| Copa América 2001 | Colombia  | Primera fase | 1  | 0     |
| Copa América 2004 | Perú      | Primera fase | 2  | 0     |
| Copa América 2007 | Venezuela | Cuartos      | 2  | 0     |

- En la Copa América de 1999 participó en un partido Venezuela 0-7 Brasil disputando los 90 minutos.

- En la Copa América del 2001 participó en un partido Venezuela 0-2 Colombia disputando los 90 minutos.

- En la Copa América del 2004 participó en 2 partidos Venezuela 0-1 Colombia y Venezuela 1-3 Perú disputando 81 minutos.

- En la Copa América 2007 participó en 2 partidos Venezuela 2-2 Bolivia y Venezuela 1-4 Uruguay disputando 180 minutos perdiendo en los cuartos de final.

### Participaciones en Eliminatorias Mundialistas
| Eliminatorias    | Resultado | PJ | Goles |
| ---------------- | --------- | -- | ----- |
| Eli.Mundial 2002 | 9.º Lugar | 9  | 0     |
| Eli.Mundial 2006 | 8.º Lugar | 13 | 0     |
| Eli.Mundial 2010 | 8.º Lugar | 6  | 0     |

## Clubes
| Club                       | País           | Año         | PJ  | Goles |
| -------------------------- | -------------- | ----------- | --- | ----- |
| ULA Mérida FC              | Venezuela      | 1994-1995   | 2   | 0     |
| Deportivo Unicol           | Venezuela      | 1995-1996   | 4   | 1     |
| Mineros de Guayana         | Venezuela      | 1996-1997   | 10  | 1     |
| Boca Juniors               | Argentina      | 1997-1998   | 0   | 0     |
| Estudiantes de Mérida FC   | Venezuela      | 1998-1999   | 14  | 1     |
| ULA Mérida FC              | Venezuela      | 1999-2000   | 15  | 2     |
| Caracas FC                 | Venezuela      | 2000-2002   | 34  | 8     |
| Emelec                     | Ecuador        | 2002-2003   | 43  | 2     |
| Caracas FC                 | Venezuela      | 2003-2004   | 23  | 6     |
| Nacional Táchira           | Venezuela      | 2003-2004   | 16  | 0     |
| Atlético Nacional          | Colombia       | 2004-2005   | 33  | 2     |
| Caracas FC                 | Venezuela      | 2005-2006   | 30  | 1     |
| Atlético Nacional          | Colombia       | 2006        | 21  | 3     |
| Caracas FC                 | Venezuela      | 2007        | 19  | 3     |
| América de Cali            | Colombia       | 2007        | 22  | 4     |
| UA Maracaibo               | Venezuela      | 2008        | 21  | 3     |
| Red Bull NY                | Estados Unidos | 2008-2009   | 34  | 2     |
| Deportivo Táchira          | Venezuela      | 2010        | 32  | 5     |
| Mineros de Guayana         | Venezuela      | 2011-2013   | 89  | 16    |
| Aragua Fútbol Club         | Venezuela      | 2013        | 21  | 1     |
| Metropolitanos Fútbol Club | Venezuela      | 2014        | 17  | 7     |
| Deportivo Táchira          | Venezuela      | 2015 - 2017 | 110 | 21    |
| ULA Mérida FC              | Venezuela      | 2017 - 2018 |     |       |
| Metropolitanos Fútbol Club | Venezuela      | 2018 - 2019 | 31  | 8     |
| Yaracuy Fútbol Club        | Venezuela      | 2019 - 2020 |     |       |

## Palmarés

### Campeonatos nacionales
| Título           | Club              | País      | Año         |
| ---------------- | ----------------- | --------- | ----------- |
| Segunda División | ULA Mérida FC     | Venezuela | 1994 - 1995 |
| Torneo Apertura  | Boca Juniors      | Argentina | 1998        |
| Torneo Clausura  | Boca Juniors      | Argentina | 1999        |
| Liga Venezolana  | Caracas FC        | Venezuela | 2000 - 2001 |
| Copa Venezuela   | Caracas FC        | Venezuela | 2001        |
| Apertura 2003    | Caracas           | Venezuela | 2003        |
| Clausura 2004    | Caracas           | Venezuela | 2004        |
| Primera División | Caracas           | Venezuela | 2003 - 2004 |
| Torneo Apertura  | Atlético Nacional | Colombia  | 2005        |
| Clausura 2007    | Caracas           | Venezuela | 2007        |
| Primera División | Caracas           | Venezuela | 2006 - 2007 |
| Apertura 2010    | Táchira           | Venezuela | 2010        |
| Clausura 2015    | Táchira           | Venezuela | 2015        |
| Primera División | Táchira           | Venezuela | 2014 - 2015 |

- Sub-Campeón: Liga Colombiana 2004-II
- Sub-Campeón: Copa Venezuela 2007.